# Meczet w Bohonikach

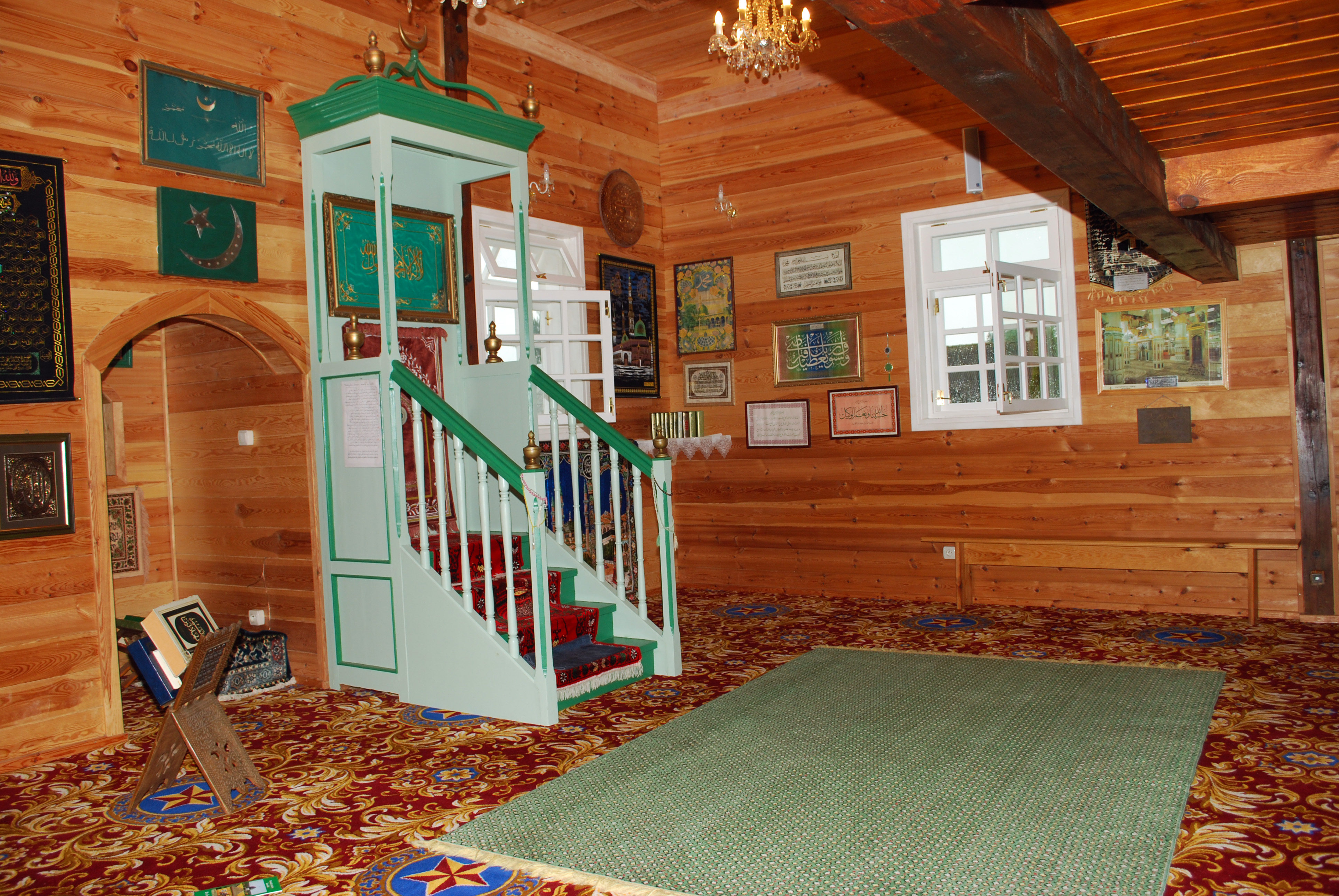
Wnętrze meczetu w Bohonikach

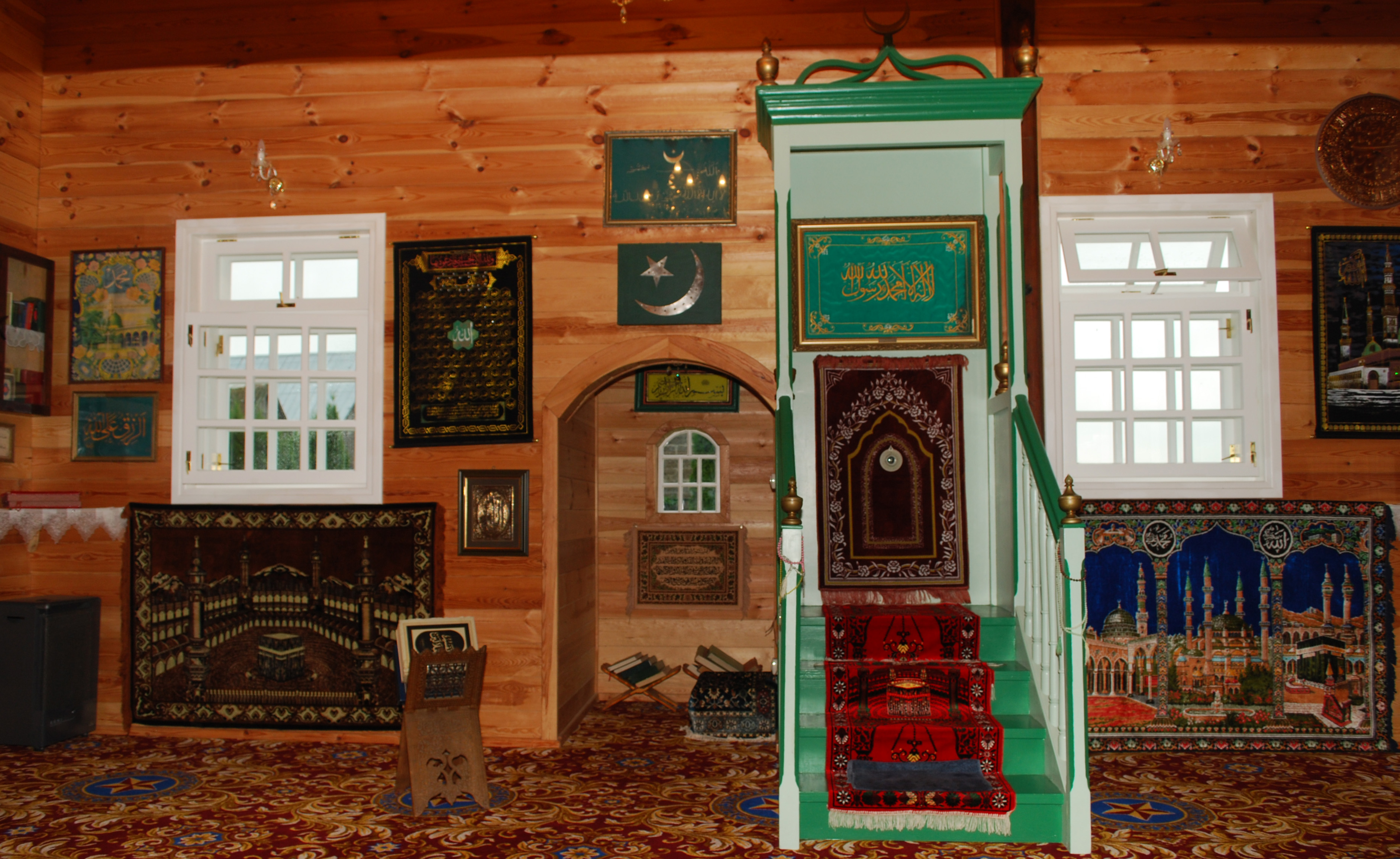
Mihrab i minbar

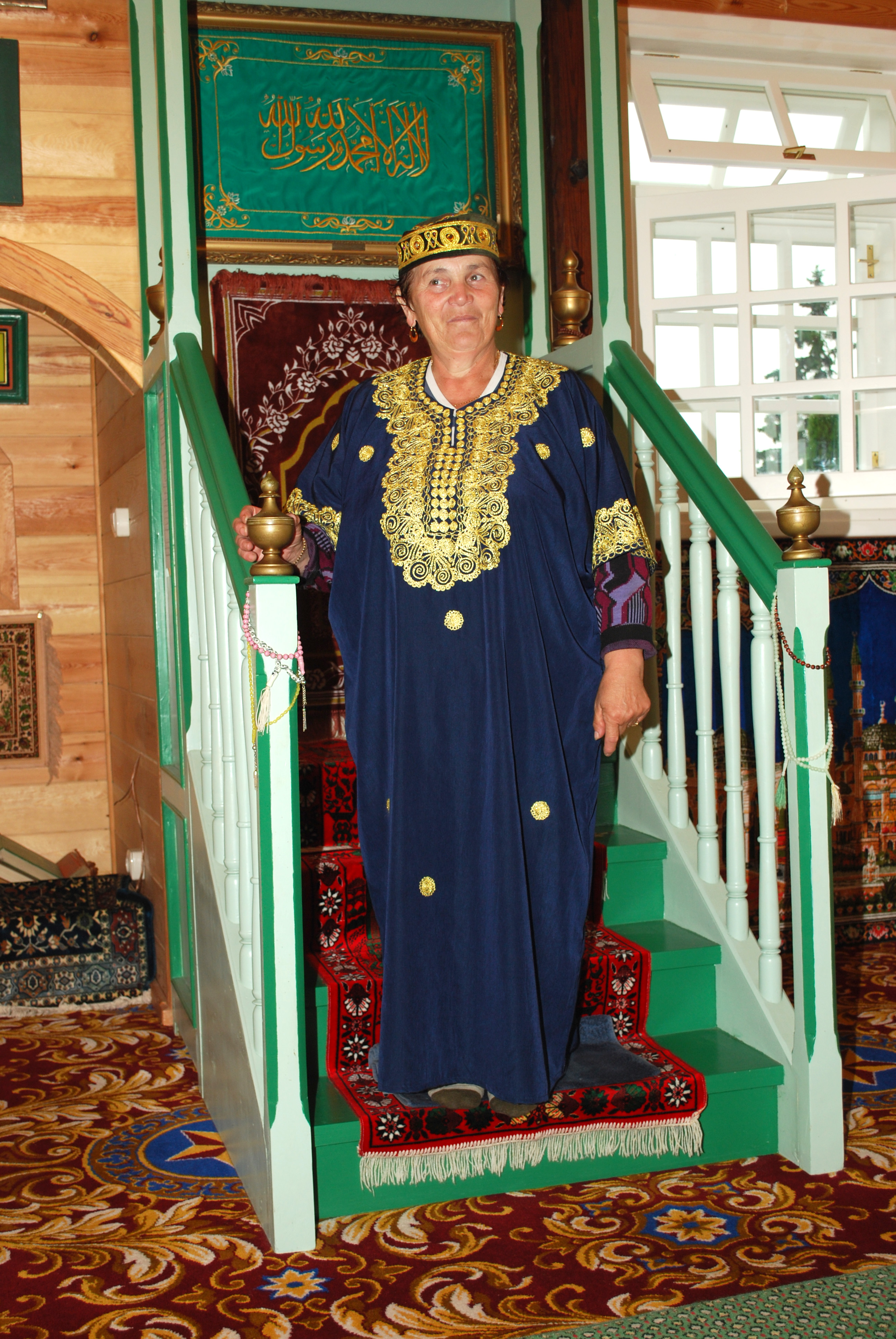
Przewodniczka – Eugenia Radkiewicz

Meczet w Bohonikach – jeden z kilku czynnych meczetów w Polsce. Znajduje się we wsi Bohoniki.
Jedna z dwóch świątyń muzułmańskich znajdujących się na Szlaku Tatarskim, ośrodek kultury tatarskiej. Obiekt jest unikalnym przykładem w skali kraju islamskiego, sakralnego budownictwa drewnianego.

## Historia
Meczet zbudowany został  w drugiej połowie XIX w., prawdopodobnie w 1873. Dokumentacja historyczna nie zachowała się, ale taką datę odkryto w 2005 podczas kapitalnego remontu ścian budynków na futrynie drzwi wejściowych. Świątynia powstała po pożarze wcześniejszego meczetu osadników tatarskich, który miał być zlokalizowany w pobliżu zabytkowego cmentarza położonego we wschodniej części wsi, a istniejącego prawdopodobnie od XVIII w., a być może nawet od XVII wieku.
Podczas II wojny światowej meczet został zdewastowany przez hitlerowców, którzy urządzili w nim szpital polowy. Uległ częściowemu uszkodzeniu od wybuchu pocisku. Po 1945 meczet kilkakrotnie przechodził drobne remonty. Pojawiły się plany rozbudowy, lecz konserwator zabytków nie zgodził się na rozbudowę.
W 2003 przeprowadzony został remont dachu; zmieniono wtedy dach blaszany na gontowy. W 2005 przeprowadzono remont generalny. Został on zrealizowany przy pomocy środków finansowych:
- Ministerstwa Kultury i Dziedzictwa Narodowego w ramach programu operacyjnego "dziedzictwo kulturowe", priorytet 1: "Rewaloryzacja zabytków nieruchomych i ruchomych;
- Funduszu Kościelnego Ministerstwa Spraw Wewnętrznych i Administracji,
- Urzędu Marszałkowskiego Województwa Podlaskiego,
- sponsorów prywatnych,
- budżetu Muzułmańskiej Gminy Wyznaniowej Bohoniki.

22 października 2012 roku zarządzeniem Prezydenta RP meczet został uznany za pomnik historii.
Meczet zachował oryginalne rozplanowanie i bryłę oraz funkcję. Podczas przeprowadzonych remontów wymieniano tylko uszkodzone elementy z użyciem naturalnych materiałów: drewnianych bali, szalunku, gontu, blachy miedzianej i drewnianej stolarki. 

## Architektura
Jest to prosta budowla drewniana o kubaturze 460 m³ zbudowana na planie prostokąta o wymiarach 11,49 m × 8,03 m o konstrukcji zrębowej. Ściany są obustronnie oszalowane w układzie poziomym i wzmocnione lisicami.
Meczet podzielony jest na trzy części: męską i żeńską (Babiniec) (zgodnie z wymogami islamu) oraz wspólny przedsionek, w którym zostawia się obuwie. Większa część – męska – od mniejszej – damskiej – oddzielona jest drewnianą ścianką (przepierzeniem) z poziomą szczeliną, zasłoniętą przejrzystą tkaniną pozwalającą kobietom obserwować przebieg modlitwy. W części męskiej znajduje się powiększająca powierzchnię dla wiernych galeria wsparta na dwóch słupach.  Oba pomieszczenia mają osobne wejścia ze wspólnego przedsionka z półkami na obuwie.
Najważniejszą częścią w czołowej ścianie sali męskiej zwróconej na południowy wschód jest mihrab – wnęka wskazująca kierunek Mekki oraz minbar – kazalnica, używana w czasie południowej piątkowej modlitwy (w tym meczecie odbywa się raz w miesiącu).
Zgodnie z wymogami religii muzułmańskiej w meczecie nie ma żadnych wizerunków postaci, a na zdobionych motywami pnącej się winorośli (tzw. arabeską) ścianach zawieszono jedynie muhiry (cytaty wersetów z Koranu po arabsku). Podłogę meczetu wyłożono dywanami.
Meczet nie posiada minaretu, a jedynie wieżyczkę na rzucie sześcioboku z cebulowato zakończoną kopułą pokrytą blachą miedzianą ze szpicem z trzema kulami i złoconym półksiężycem. Wieżyczka posiada sześć okien sześciokwaterowych z ozdobnymi nadokiennikami z motywem półksiężyca. Drewniane ściany zewnętrzne pomalowane były na zielono. Bryła główna budynku przykryta jest czterospadowym dachem namiotowym krytym gontem, podobnie jak dwuspadowe daszki nad mihrabem i gankiem. Z zewnątrz i wewnątrz deski szalowania są polakierowane.
Wejście do meczetu wyłożone jest kostką brukową. Działka na której zbudowano meczet ma powierzchnię 44 arów, porośnięta jest lipami, klonami i topolami i ogrodzona metalową siatką. Brama wejściowa na osi wejścia do meczetu ma kształt półkolisty, jest koloru brązowego i jest zawsze otwarta. Pod ziemią mieszczą się przeciwpożarowe zbiorniki wodne.

## Inne
W latach 90. XX w. imamem meczetu w Bohonikach był Stefan Mustafa Jasiński, wywodzący się z pobliskich Malawicz Górnych, zmarły w 2015 jako najstarszy duchowny muzułmański w Polsce.